# Petrus Johannes Ludovicus van Hoek
Petrus Johannes Ludovicus van Hoek (Roosendaal en Nispen, 8 april 1901 – Tilburg, 11 december 1964) was een Nederlands politicus.
Hij werd geboren als zoon van Albert Louis Frans Pieter van Hoek (1865-1932) en Anna Cornelia Korst (1871-1944). Zijn vader was onderwijzer en werd rond 1904 de gemeentesecretarie van Halsteren. Zelf ging hij naar het seminarie Bovendonk in Hoeven maar die priesteropleiding maakte hij niet af waarop hij in 1924 bij zijn vader ging werken op de gemeentesecretarie. In 1928 volgde hij J.G.V.M. Geirnaerdt op als gemeentesecretaris van Philippine. Van Hoek werd daar in oktober 1944 benoemd tot waarnemend burgemeester. Nadat burgemeester Arbroscheer begin 1946 vanwege het "doen blijken van ontrouw" ontslagen werd, werd hij later dat jaar benoemd tot burgemeester van Philippine. Daarnaast was Van Hoek dijkgraaf van de Braakmanpolder. In oktober 1964 werd hij ziek en twee maanden later overleed hij op 63-jarige leeftijd in het Tilburgse St. Elisabeth Ziekenhuis.